# Mago Blanco (DC Comics)
Thomas Asquith Randolph llamado "El Mago Blanco" (White Magician en inglés) es un personaje ficticio, un supervillano hechicero perteneciente al universo de DC Comics. Thomas Randolph fue una vez héroe en la década de 1940 conocido como "Señor Mágico", más tarde, paso a llamarse "Hechicero Blanco" en Los Ecos de la Justicia, un equipo de superhéroes olvidado. Cuando llegó la Mujer Maravilla, se convirtió en el Mago Blanco y en amigo de Diana, aunque él era se volvió su aliado, en realidad era un villano.

## Historia de la publicación
El Mago Blanco apareció por primera vez en Wonder Woman Annual Vol.2 #3 - Shadows and Eclipses (1992) como un enemigo de Mujer Maravilla. Fue creado por William Messner-Loebs y Jill Thompson.

## Biografía del personaje

### Origen
El Mago Blanco nació llamándose Asquith Randolph, después de un tiempo comenzó afirma que estuvo presente en la creación de los Estados Unidos de América. También afirma que Thomas Jefferson es uno de sus descendientes. En la década de 1940 fue conocido como el superhéroe "Señor Mágico". En la década de 1960 cambió su nombre a "El Hechicero blanco". En la década de 1970 se convirtió en miembro fundador del ahora olvidado equipo de superhéroes Echoes of Justice. Más tarde en la década de 1980 finalmente estableció "El Mago Blanco" como su título permanente. Otros nombres con los que ha pasado son: El que ríe, El vidente Jeramiah. Retirándose de ser un luchador contra el crimen a tiempo completo, se instaló en una mansión clásica en Boston, Massachusetts.
En algún momento entre sus primeros años como héroe hasta el día de hoy, el Mago Blanco se volvió loco por el poder, a menudo recurriendo a medios más siniestros para aumentar sus habilidades mágicas a medida que su magia comenzó a menguar con el tiempo. Queriendo rodearse de personas influyentes, el Mago Blanco comenzó una aventura con Cassie Arnold, una conocida reportera de televisión de WTBN Eyewitness News de Boston. Ella fue seducida por el mago blanco, y se convirtió en una gran parte de su plan para mantener su imagen falsa de un superhéroe. Cada vez que sucedía algo relacionado con él, ella era la primera periodista que aparecía, y alimentaba a la gente con mentiras y distorsiones.

### Wonder Woman
Cuando se encontró por primera vez con Mujer Maravilla, que recientemente se había convertido también en residente de Boston, Diana siente rechazado por el punto de vista elitista del mago blanco, su racismo y su actitud de fariseísmo. Al darse cuenta de que la Mujer Maravilla podría ser una espina mientras estuviera cerca y que le daría problemas con sus planes de obtener más poder. Hizo un plan para causar una batalla entre las Amazonas y el oscuro Eclipso. En ese altercado, había esperado controlar y canalizar su poder hacia el suyo, dejándolo no solo como el más poderoso sino también como el único súper ser que quedó en Boston.
Wonder Woman detuvo los planes del Mago para obtener más poder, Al no haber tenido éxito el Mago se alió con un jefe de la mafia llamado Ares Buchanan. Bajo su consejo, el Mago Blanco saboteó una estación espacial del programa espacial soviético para que Mujer Maravilla intentara una misión de rescate. Una vez que ella estuvo a bordo de la estación, el Mago Blanco causó una explosión masiva, causando que la Mujer Maravilla y la cosmonauta rusa Natasha Terranova se desvíen al espacio. Esto le permitió al Mago Blanco varios meses planificar nuevas formas de adelantar a la ciudad de Boston sin interrupción. Desafortunadamente para él, el ingenio de la Mujer Maravilla le proporcionó un camino de regreso a la Tierra, para consternación del Mago Blanco, después de haber estado unos meses en el espacio.

### El desafío de Artemis
Después del regreso de Diana a la Tierra, el Mago Blanco luego formó un pacto con un demonio. Él intercambió su alma por el poder supremo. A pesar de esto, el Mago Blanco realizó varias hazañas heroicas falsas para que el público continúe viéndolo como un héroe. Al ver a través de su engaño, Diana le hizo saber que ella lo detendría si alguna vez cruzaba la línea hacia el verdadero mal. 
Cuando Ares Buchanan desapareció, el Mago Blanco fue a buscar ayuda al jefe de la mafia de Boston, Antonio Sazia. Cuando Sazia rechazó su oferta, el mago blanco mató a Sazia y arregló para que el escolta principal de Sazia, Paulie Longo, lo reemplazara. Paulie era más flexible y aceptó en ayudar al Mago Blanco y ofreció poderes a sus hombres transformándolos en metahumanos a través de su magia para vencer a la Mujer Maravilla. Esto probó enfurecer a la Mujer Maravilla cuando algunos de los hombres de Longo atacaron a su amiga Julia Kapatelis y secuestraron a la hija de Julia, Vanessa Kapatelis. Ella llevó la batalla directamente hacia las familias de la mafia y al mago blanco.
Al ver a Diana como una amenaza mayor, el Mago Blanco ayudó a aumentar la rivalidad entre dos familias de la mafia de Boston, dirigidas por Paulie Longo y la viuda de Antonio Sazia, Julianna Sazia, respectivamente, para mantener a Mujer Maravilla ocupada mientras planificaba su próximo curso de acción. Después de ganar un concurso para ver quién se convertirá en la nueva Mujer Maravilla en "El mundo de los hombres", la Artemis de la Amazonas hace su debut al público. Todavía trastornada y confundida por la prueba, la Mujer Maravilla original (Diana) se viste con un nuevo atuendo negro y regresa a su vida en Estados Unidos. Aunque Artemisa trató diligentemente de distinguirse de su predecesora tanto en la ciudad de Nueva York como en Boston, resultó ser bastante difícil hacerlo. Su enfoque de varias situaciones a menudo se consideraba más violento que beneficioso. Debido a esto, y debido al respeto del mundo del hombre por Diana, Artemis a menudo recibiría la espalda fría de aquellos a quienes ella trató de ayudar, extendiéndose incluso a su breve tiempo en la Liga de la Justicia.
Desafortunadamente para el Mago, Artemis quien ahora poseía el título de Mujer Maravilla como nueva campeona de Themyscira, provocó que la participación de Diana con la rivalidad de las mafias se volviera innecesaria, ya que Artemisa continuó la investigación de Diana sobre él en su lugar. La  madre de Diana previó una visión de ella, La reina Hippolyta vio que su hija había muerto, por lo que quiso que su hija dejara de portar el título de "Wonder Woman".
Más tarde, Artemis se encontró con un representante de una compañía de relaciones públicas que aceptó ayudar a Artemis con su simpatía pública. Lo que Artemis no sabía es que era la a
compañía, con la ayuda del Mago Blanco, había establecido varias batallas para ella con hombres sobrehumanos. Sin embargo, finalmente ayudó a grupos oprimidos como los trabajadores inmigrantes y las mujeres maltratadas. Una vez que descubrió esta verdad, se dispuso a probarse a sí misma al derrotar por sí sola al jefe de la mafia más grande de Boston: Julianna Sazia. Incapaz de capturar a Julianna, Artemis destruyó su ejército de robots y la mansión de trampas explosivas de Sazia.
Cuando se dio cuenta de que Artemis iba a luchar contra él, usó la fuerza vital de dos mujeres: su amante, la mujer presentadora Cassandra Arnold y la de Chita destruyéndolas en el proceso, para transformarse en un demonio gigante, capaz de derrotar al Amazonas. En el proceso, los restos de sus dos víctimas se convirtieron en demonios súper salvajes con un poder extraordinario, y obedeciendo solo las órdenes del Mago Blanco. Abrumada, Artemis mantuvo la lucha valientemente hasta que Diana pudo ayudarla, gracias a una Circe disfrazada que la teletransportó a su lado. Durante la pelea, Circe intentó usar su magia en el demonio, pero la hechicería falló, ya que estaba atada a su falsa identidad de mortal Donna Milton. 
Utilizando lo último de su poder, Circe teletransportó a los dos demonios menores y ella se alejó, dejando a Diana y Artemis para luchar sola contra el Mago Blanco. Cerca de la muerte, Artemis le dio el Guante de Atlas (que le dio a su portador 10 veces su fuerza normal) a Diana para terminar la batalla. Diana venció al mago blanco demoníaco a una pulgada de su vida con su fuerza tremendamente mejorada.
Sin embargo, antes de que ella pudiera acabar con él, fue consumido por sus propios poderes demoníacos e incinerado, dejando solo una pila de cenizas humeantes detrás. Mientras que Circe y Chita finalmente volvieron a su antiguo yo, Cassandra Arnold no ha sido vista desde entonces y su paradero sigue sin conocerse. Una vez que la batalla terminó, Diana se dirigió al lado de Artemisa y le dijo que luchaba como una verdadera Mujer Maravilla. Antes de morir, Artemisa le dijo a Diana que recuperara su título de Mujer Maravilla, lo cual hizo.

## Poderes y habilidades
El Mago Blanco es un hechicero de alto nivel, capaz de usar su magia en una variedad de efectos. Tiene varios cientos de años y lanza un eterno hechizo juvenil sobre sí mismo para que su verdadera edad no pueda ser revelada. Al momento de convertirse en una forma demoníaca, tenía gran fuerza física, el tamaño y el poder de un demonio de alto nivel, con grandes garras en sus manos.

## Otras versiones

### Quality Comics
- Un personaje llamado Hechicero Blanco apareció en el Quality Universe de Quality Comics.[11] Apareció como enemigo de Invisible Hood en Smash Comics#27 (octubre de 1941)[12]